# Cardenanthus
Cardenanthus é um género botânico pertencente à família Iridaceae.